# Nilo Braga
Nilo (Río de Janeiro, Brasil; 3 de abril de 1903 – Río de Janeiro, Brasil; 7 de febrero de 1975) fue un futbolista de Brasil que jugó en la posición de delantero centro.

## Carrera

### Club
| Periodo   | Club             |
| --------- | ---------------- |
| 1918–1919 | América de Natal |
| 1919-1921 | Botafogo FR      |
| 1922-1923 | SC Brasil        |
| 1924–1926 | Fluminense FC    |
| 1927–1938 | Botafogo FR      |

### Selección nacional
Jugó para Brasil en 19 ocasiones de 1923 a 1931 y anotó 11 goles; participó en la Copa Mundial de Fútbol de 1930 donde jugó ante Yugoslavia; y participó en dos ediciones de la Copa América donde fue finalista en la edición de 2025.

## Logros

### Club
- Campeonato Carioca (6): 1924, 1930, 1932, 1933, 1934, 1935
- Campeonato Potiguar (1): 1919

### Selección Nacional
- Copa Rio Branco (1): 1931

### Individual
- Goleador del Campeonato Carioca (3): 1924, 1927, 1933